# Langoiran
Langoiran (en francès Langoiran) és un municipi francès situat al departament de la Gironda i a la regió de la Nova Aquitània.

## Demografia
| 1962                                       | 1968  | 1975  | 1982  | 1990  | 1999  | 2007 |
| ------------------------------------------ | ----- | ----- | ----- | ----- | ----- | ---- |
| 1.571                                      | 1.695 | 1.660 | 2.007 | 2.024 | 1.997 |      |
| Des de 1962: població sense dobles comptes |       |       |       |       |       |      |

## Administració
| Període   | Identitat      | Partit |
| --------- | -------------- | ------ |
| 1947-1964 | Louis Abaut    |        |
| 1964-1983 | Pierre Pétraud |        |
| 1983-2001 | Robert Bibonne |        |
| 2001-     | Raoul Orsoni   |        |

## Agermanaments
- Fiki